# خودروی لوکس

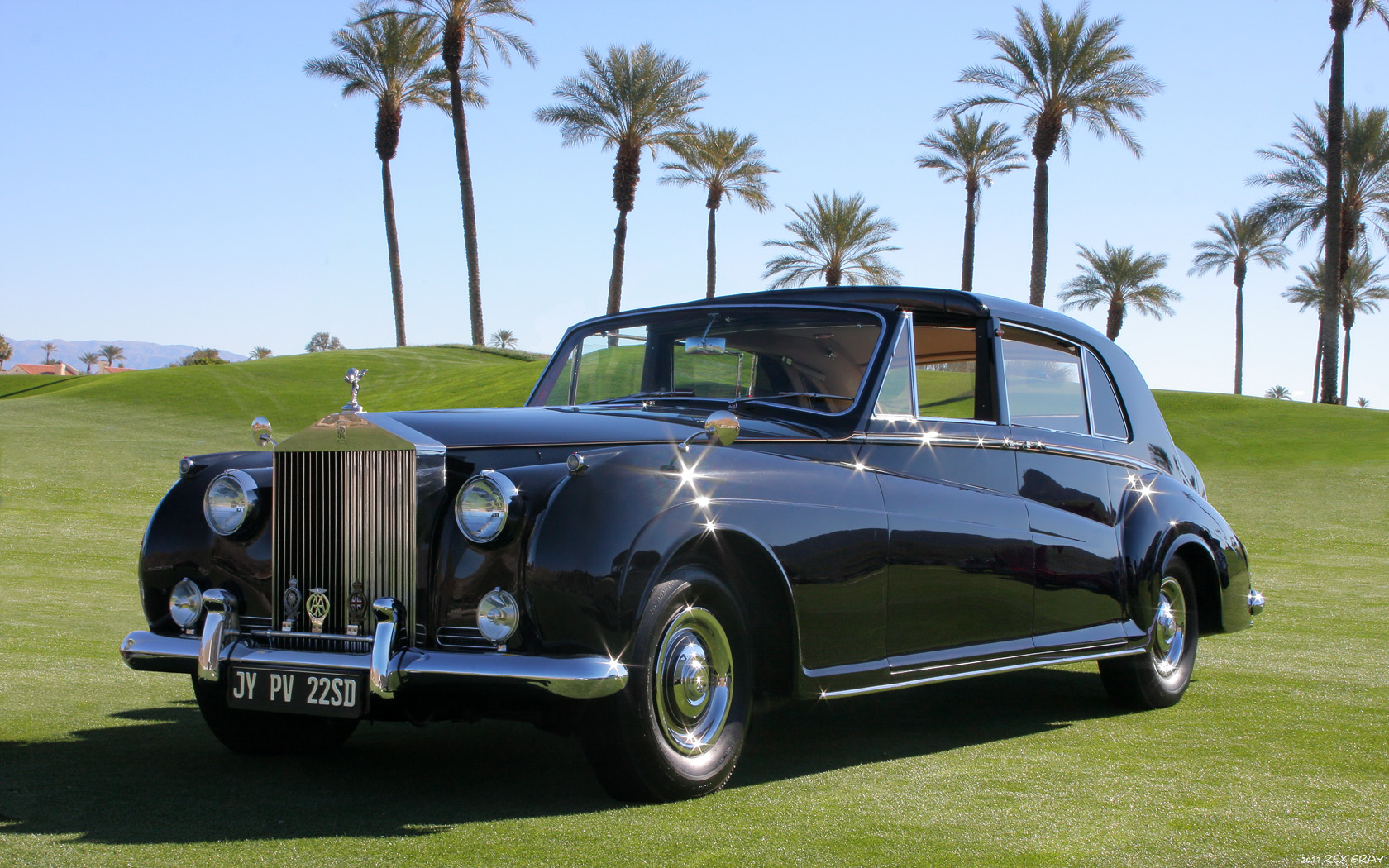
رولز رویس فانتوم 5

خودروی لوکس واژه‌ای است که برای نامیدن گروهی از خودروها به‌کار می‌رود که اشرافیت، حد اعلای راحتی و مرغوبیت را برای فردی که سوار می‌شود؛ فراهم می‌آورد. سطح عملکرد، میزان تجهیزات، راحتی، زیبایی و فناوری‌های به‌کار رفته در این کلاس خودرو در حدی است که تنها قشرهای خاصی از جامعه توانایی خرید آنان را دارند.

## جستارهای وابسته

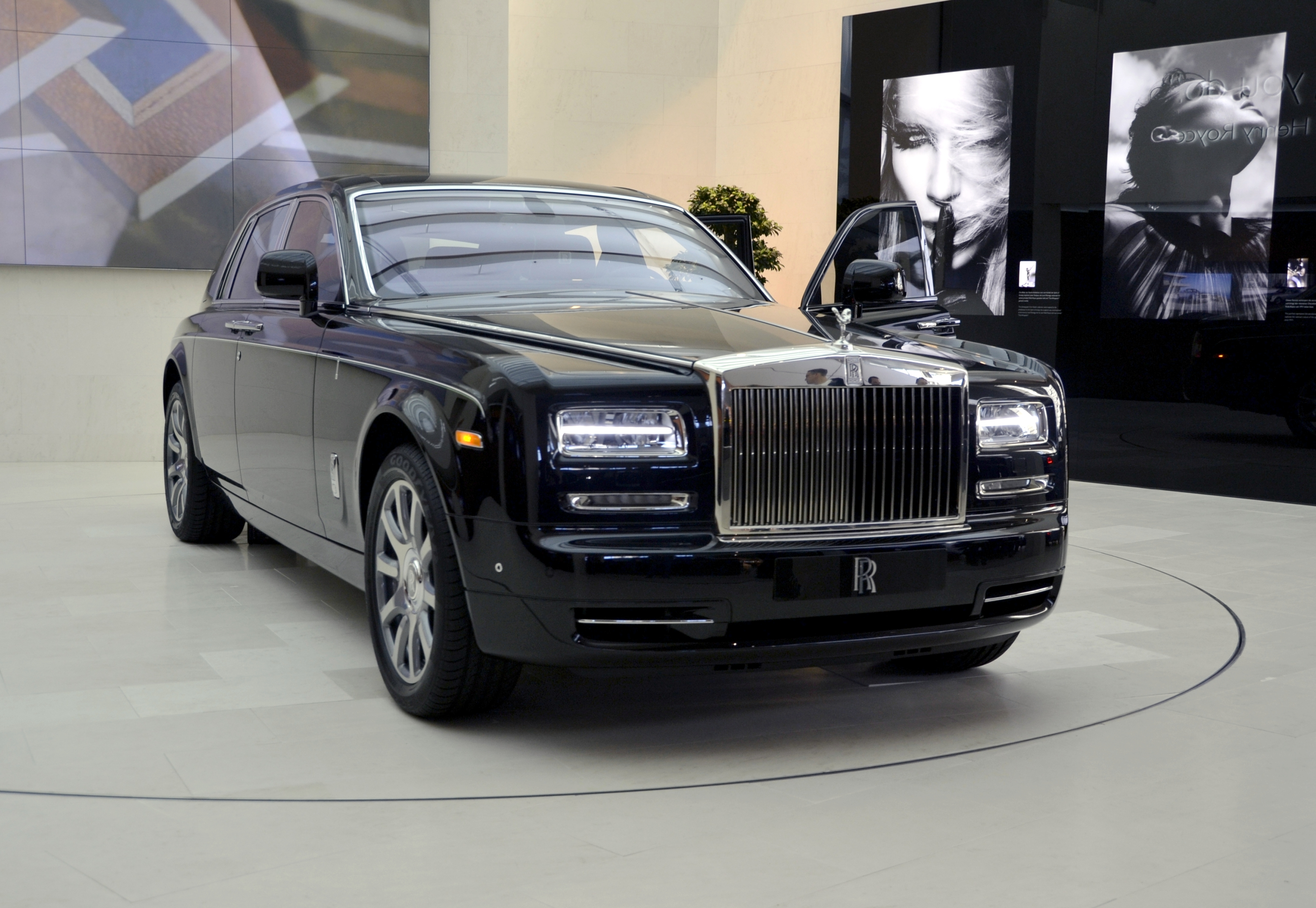
رولز رویس فانتوم
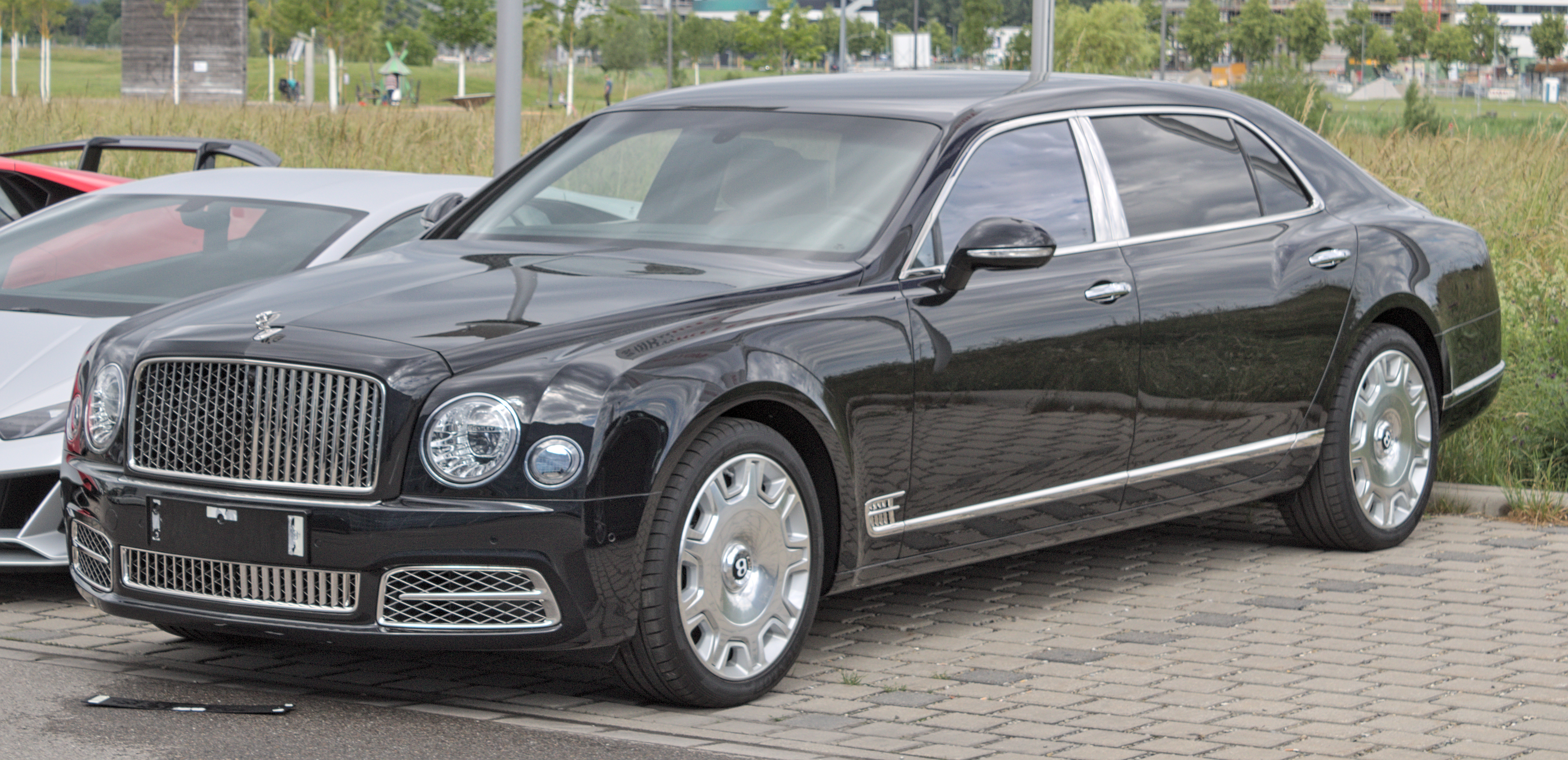
بنتلی مولسان
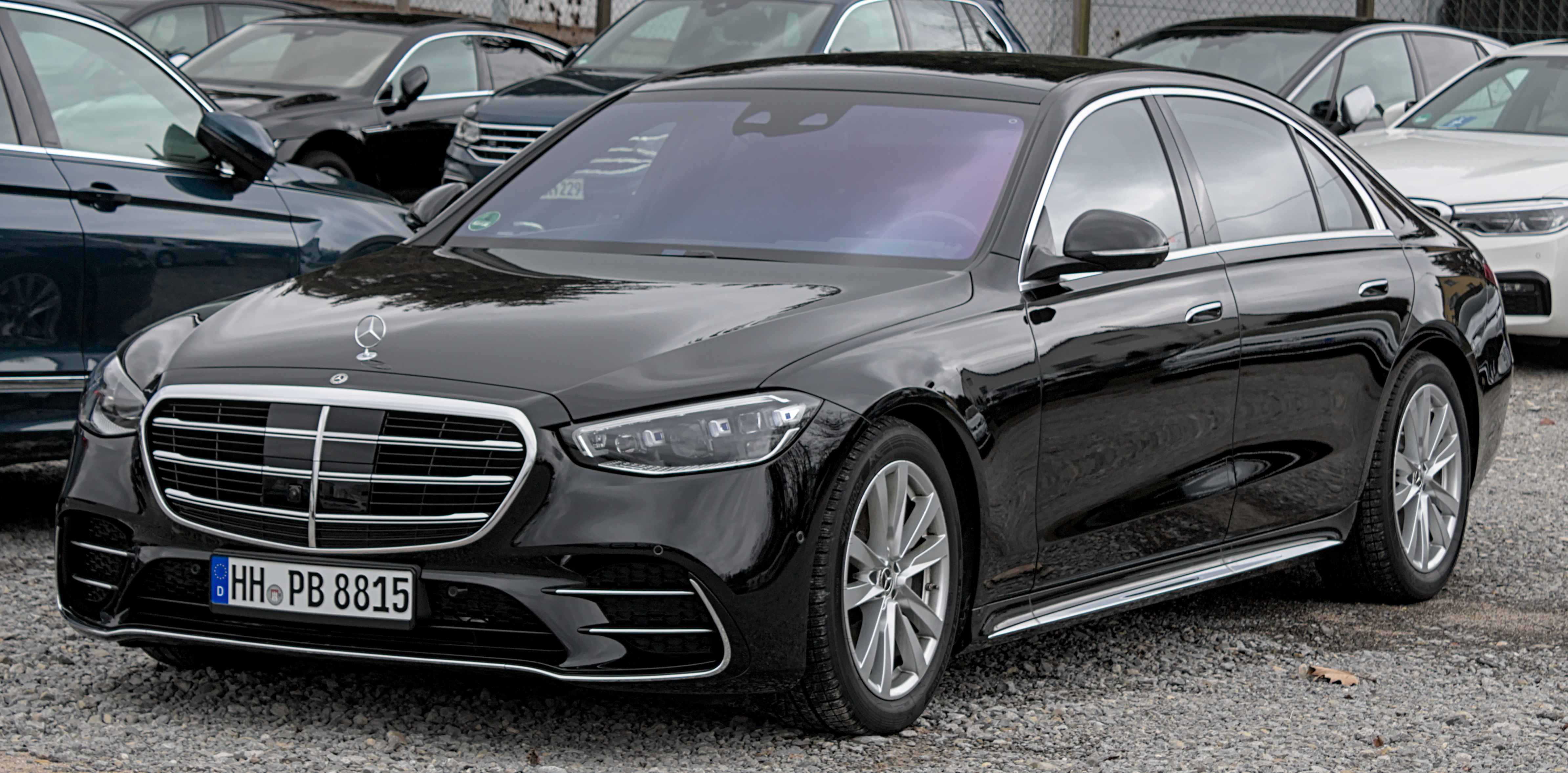
مرسدس بنز کلاس اس
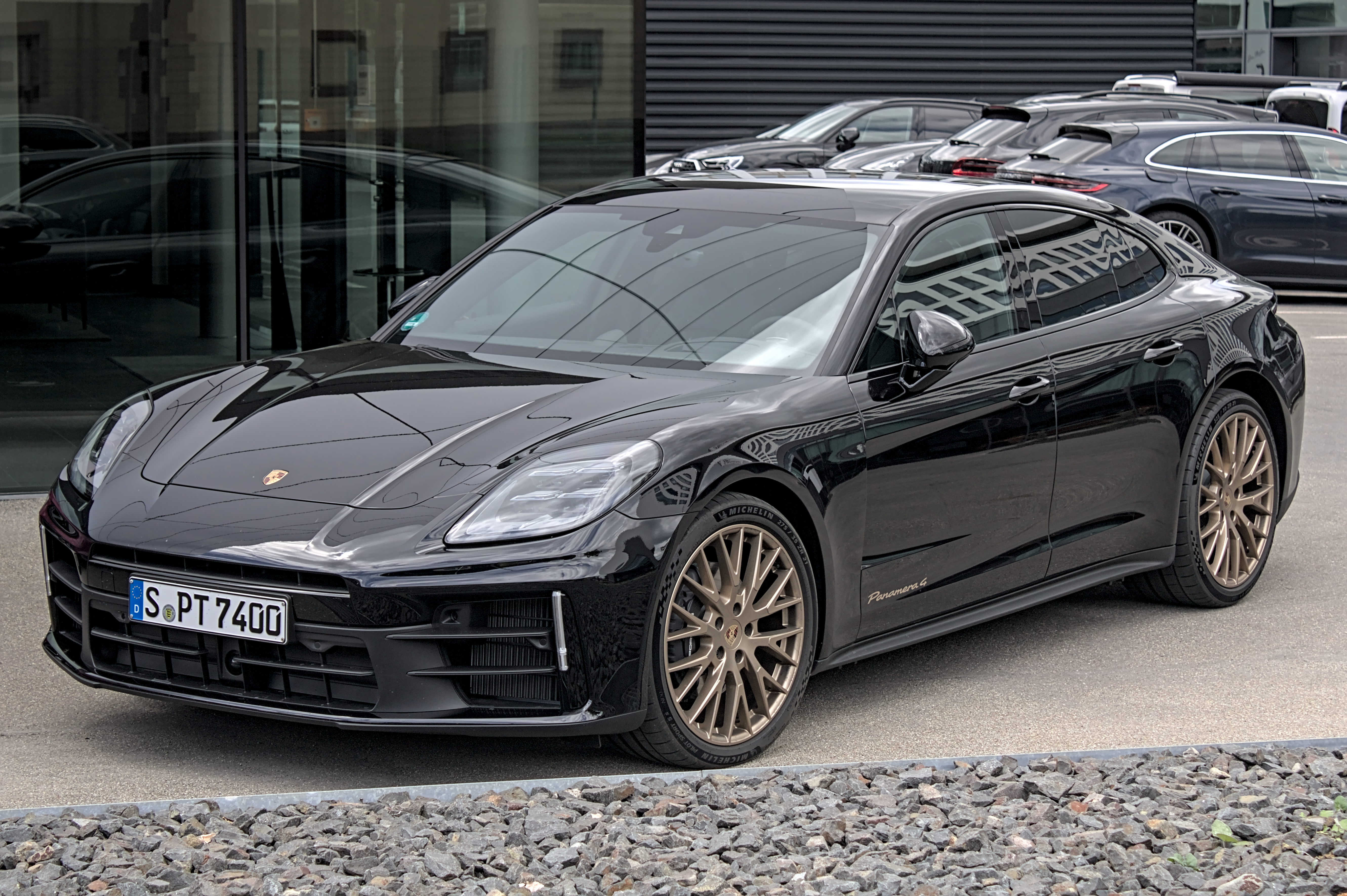
پورشه پانامرا
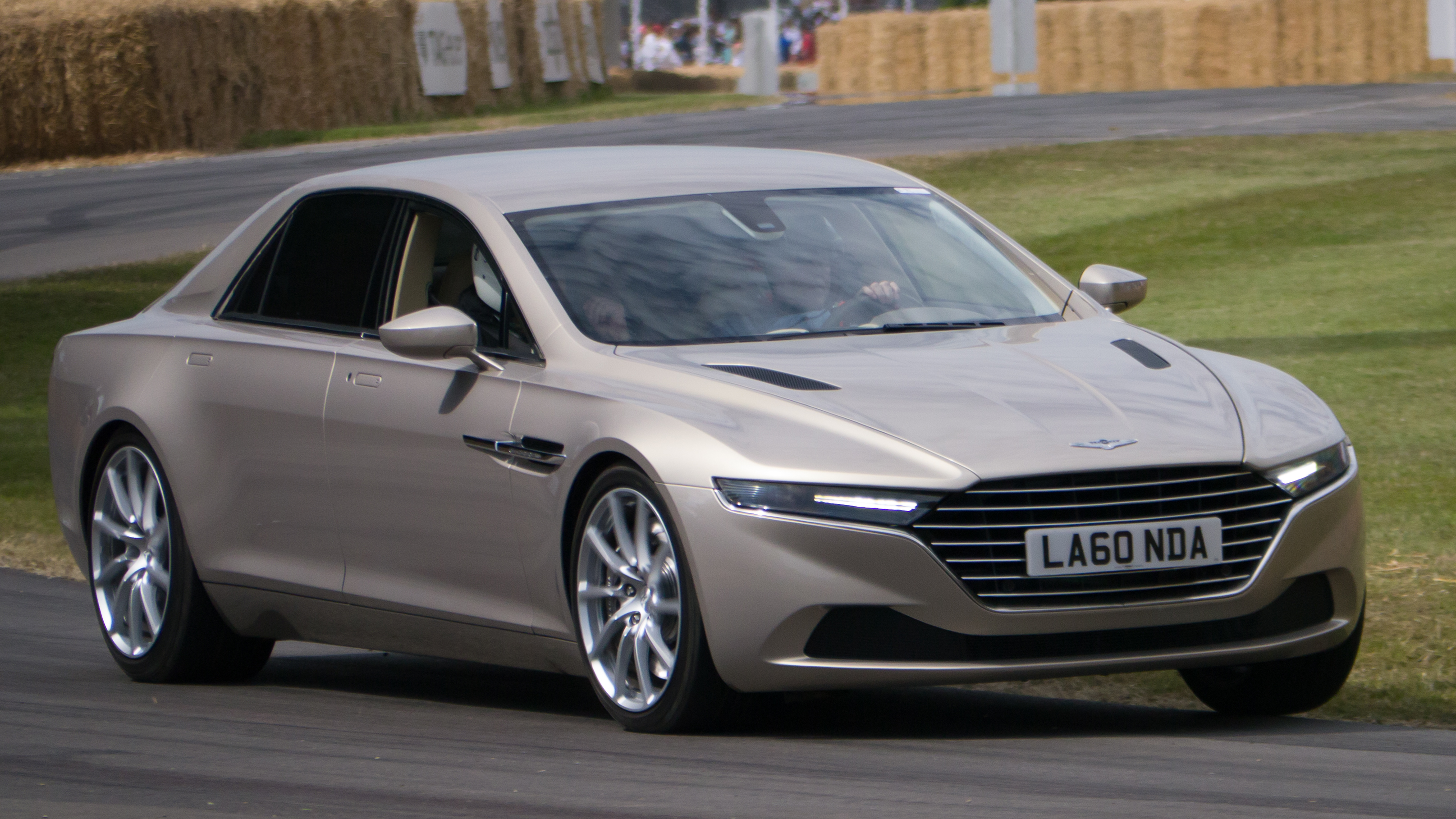
استون مارتین لاگوندا تاراف
لوسید ایر سفایر
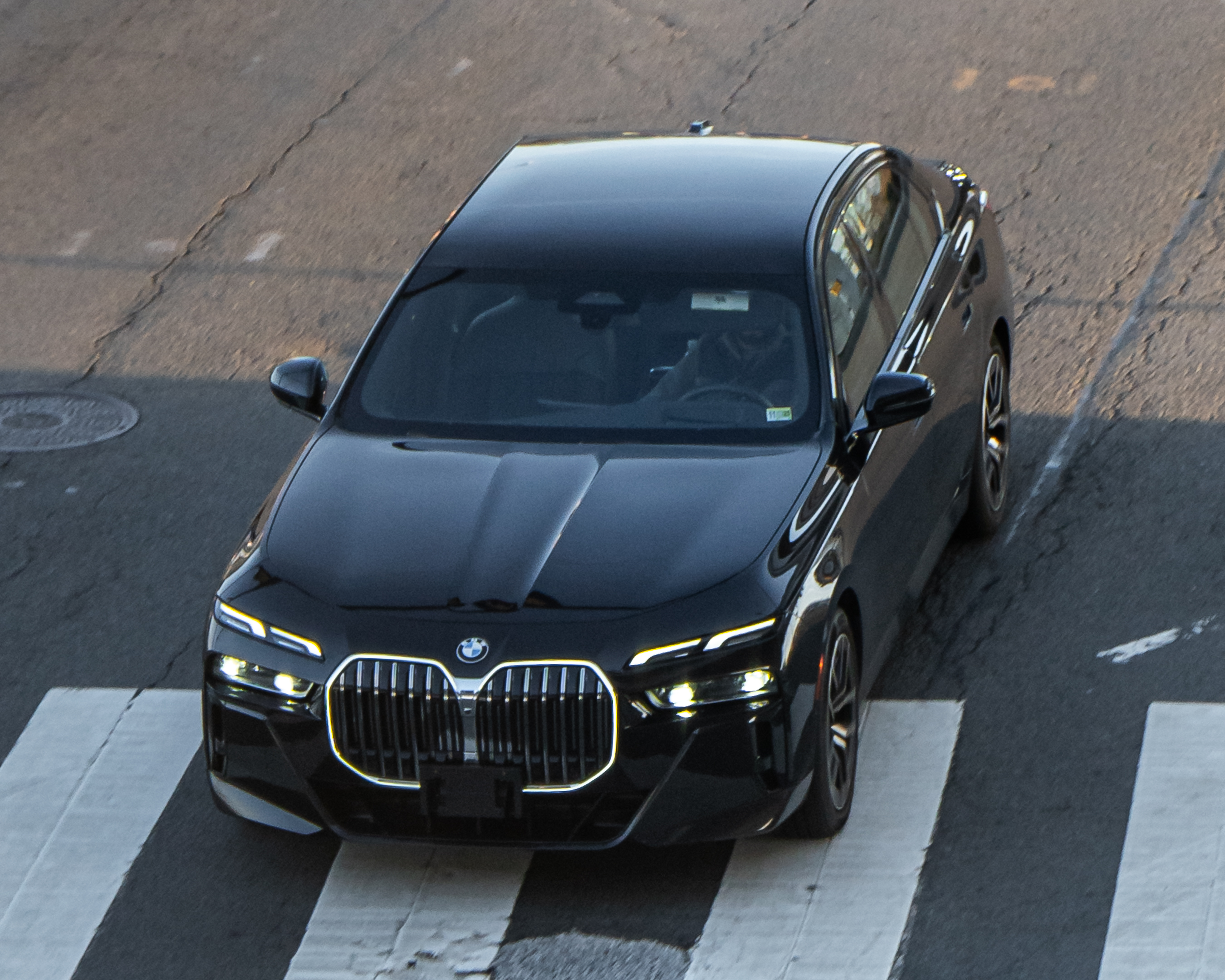
بی ام و سری 7
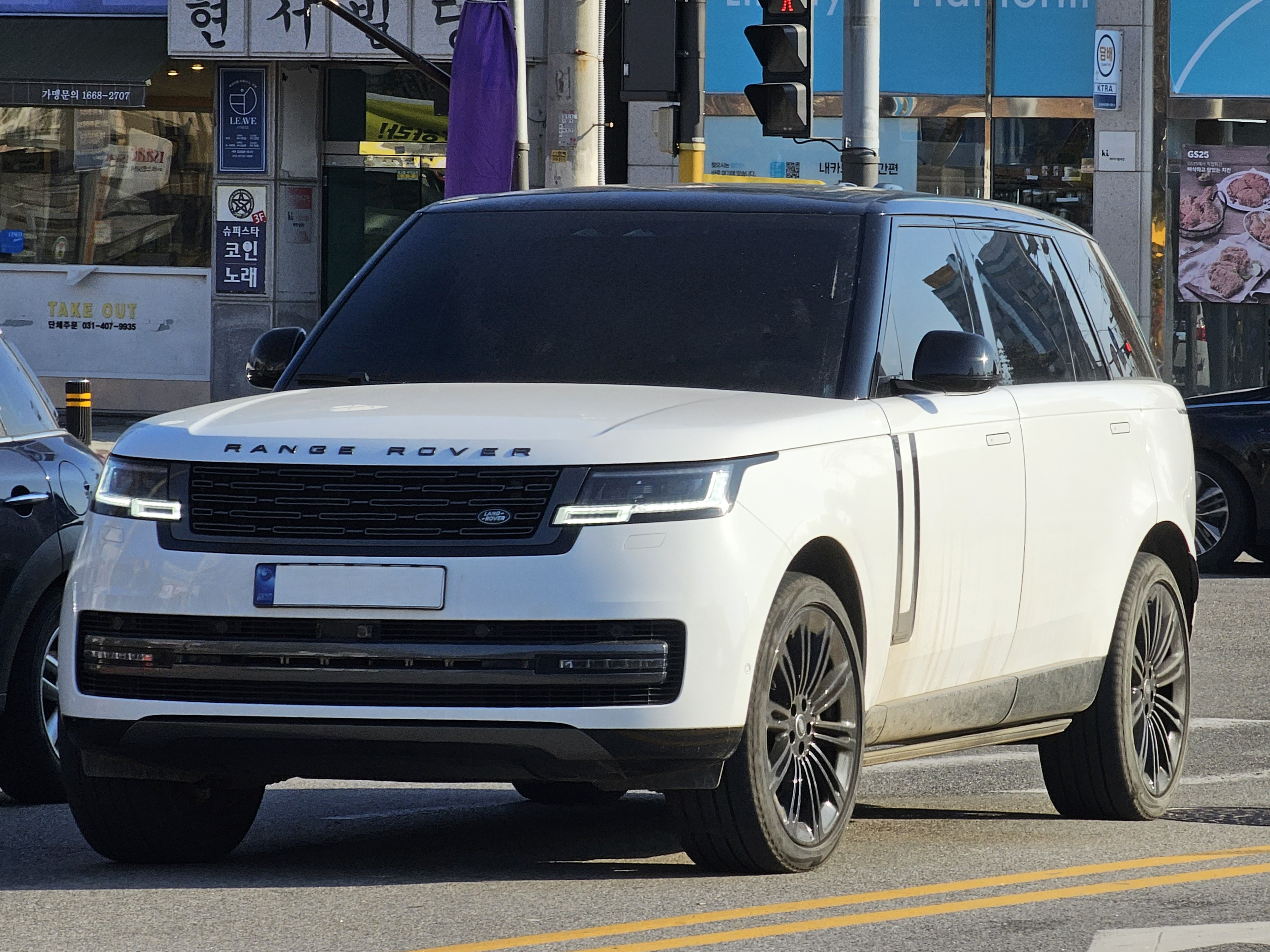
رِنج روور